# Phlebiastes salsuginosus
Phlebiastes salsuginosus är en insektsart som beskrevs av Mitjaev 1969. Phlebiastes salsuginosus ingår i släktet Phlebiastes och familjen dvärgstritar. Inga underarter finns listade i Catalogue of Life.